# Небиуно
Небиу̀но (на италиански: Nebbiuno, на местен диалект: Nibiun, Нибиюн) е село и община в Северна Италия, провинция Новара, регион Пиемонт. Разположено е на 430 m надморска височина. Населението на общината е 1862 души (към 2014 г.).